# Roland Romanelli
Pour les articles homonymes, voir Romanelli.
Roland Romanelli, né le 21 mai 1946 à Alger, est un musicien (accordéon et synthétiseur), compositeur et arrangeur français. Il est principalement connu pour ses musiques de film et pour avoir été l'un des principaux collaborateurs de Barbara, de Jean-Jacques Goldman, de Vladimir Cosma, de Guy Béart, de Leny Escudero et Francis Lai.

## Biographie
Enfant, Roland Romanelli se consacre à l'accordéon. En 1961, il s'adjuge la coupe mondiale d'accordéon à Pavie (Italie).
Il arrive à Paris en 1966, où il est repéré par Colette Renard puis par Barbara avec laquelle débute une grande complicité qui durera vingt années. D'abord musicien à ses côtés (accordéoniste et claviériste), il se spécialise rapidement dans l'arrangement musical, et devient son directeur artistique attitré. Il co-écrit également plusieurs chansons, comme À peine (Barbara-Romanelli), Vienne (Barbara-Romanelli) , ou encore Cet enfant-là (Barbara-Romanelli). Roland Romanelli ne travaille cependant pas exclusivement avec Barbara, et il collabore ponctuellement, dans les années 1970, avec d'autres artistes comme Serge Lama, Charles Aznavour, Michel Polnareff… Il apprend également à maîtriser le synthétiseur dont il est, avec Jean-Michel Jarre, l'un des pionniers en France. Il se joint d'ailleurs avec un autre pionnier français du synthétiseur Didier Marouani pour la création du groupe Space dont les tubes comme Magic Fly, Fasten Seat Belt ou Just Blue résonnent encore comme des classiques du genre.
Dans les années 1980, bien que toujours collaborateur numéro un de Barbara, Roland Romanelli diversifie ses activités. Il arrange des musiques pour Patrick Bruel, Marc Lavoine, Line Renaud, Jean-Jacques Goldman… Il se rapproche de Vladimir Cosma, dont il arrange les musiques de film. Il en compose lui-même certaines (comme celle des Années sandwiches). Il se tourne également vers le théâtre et arrange les musiques de plusieurs pièces et comédies musicales. Ses nombreux travaux lui donnent moins de temps pour se consacrer à Barbara avec qui les relations se distendent. En mars 1986, à la suite d'un incident mineur (un micro-conflit entre Barbara et Gérard Depardieu dans lequel il soutient l'acteur), il est congédié par la chanteuse. Il ne reverra jamais plus Barbara.
Il se rapproche alors davantage, dans les années 1990, de Jean-Jacques Goldman, intègre sa troupe musicale (aux claviers et synthétiseurs), et arrange ses chansons et spectacles, ainsi que la plupart des albums d'autres artistes composés et écrits par Goldman. Il arrange ainsi Gang de Johnny Hallyday (qu'il accompagne également au synthétiseur dans cet album). Enfin, il poursuit dans les années 1990 et 2000 ses activités d'arrangeur en théâtre et musiques de film. Il coécrit avec Goldman la bande originale de Astérix et Obélix contre César.
Accompagné d'Ann'so, il signe à la fin de l'année 2002 un spectacle en hommage à la chanteuse Barbara, Ma plus belle histoire d'amour… Barbara,. Ann'so défend ce spectacle sur la scène de L'Européen,. Enregistré avec l'Orchestre Symphonique de Bulgarie, un album en est extrait,.
En 2008, il écrit, compose et arrange Barbara vingt ans d'amour avec Rébecca Mai au Théâtre de Paris, puis au Théâtre Hébertot et aux Variétés, ainsi qu'en tournée en France. En juin 2010, il publie, avec Christian Mars, un livre sur ses vingt ans de collaboration avec la chanteuse Barbara, titrée comme le spectacle, et enfin en 2013, il retravaille ce spectacle avec Rébecca Mai sous le titre Barbara par Roland Romanelli au Théâtre Comédia.
Il a été par ailleurs le directeur musical (composition et production) des épisodes de la série télévisée Famille d'accueil, et à présent de Joséphine, ange gardien.
Aujourd’hui[Quand ?] Roland Romanelli est le chef d’orchestre de la tournée de Laurent Gerra, après l’avoir accompagné sur scène avec le Big Band de Fred Manoukian.
Au cinéma en 2017, Roland Romanelli est incarné par Vincent Peirani dans le film Barbara.

## Œuvres

### Compositions

#### Chansons
- À peine (Barbara)
- Vienne (Barbara)
- Cet enfant-là (Barbara)

#### Bandes originales
- 1980 : Les Turlupins de Bernard Revon
- 1988 : Les Années sandwiches de Pierre Boutron
- 1989 : L'Union sacrée, en collaboration avec Jean-Jacques Goldman
- 1999 : Astérix et Obélix contre César, en collaboration avec Jean-Jacques Goldman
- 1999 : Une journée de merde
- 2000: Voyous Voyelles, de Serge Menard
- 2017 : Vive la crise

#### Télévision
- 1981 : Rioda corvette
- 2000 : Les Faux-fuyants

##### Émissions
- Générique de l'émission Des racines et des ailes sur France 3 depuis 1997.

##### Séries
- Générique et thèmes musicaux de Famille d'accueil (2003-2008) et Joséphine Ange Gardien

#### Comédie musicale
- Barbara, vingt ans d'amour, 2008

### Arrangements musicaux
Accordéon sur les titres L'ombre d'un doute et Carnet de nuits de Mihuma sur son album Les esprits clairs voient dans le noir (2014/IDOL)

#### Albums
Albums de Barbara, Jean-Jacques Goldman, Johnny Hallyday (Gang), Serge Lama, Charles Aznavour, Line Renaud, Marc Lavoine, Michel Polnareff…

#### Bandes originales
- La plupart des œuvres de Vladimir Cosma (depuis les années 1980)
- Quelques-unes des créations de Francis Lai :
- Les Ripoux, 1984
- Association de malfaiteurs, 1987
- Les Années sandwiches, 1988
- L'Union sacrée, 1989
- Astérix et Obélix contre César, 1999
- 2005 : Papa est formidable de Dominique Baron

#### Séries télévisées
- Famille d'accueil (2003-2008)
- Joséphine ange gardien (depuis 2002)
- Alice Nevers (2002-2005)

#### Théâtre et comédies musicales
- L'Air de Paris
- Ma plus belle histoire d'amour
- Mademoiselle Faust
- Les années Saint Germain
- Mots d'amour, maux d'amour
- Mon alter Hugo
- Irma la Douce
- La vie d'artiste racontée à ma fille
- Demain la belle
- Don Quichotte contre l'ange bleu, 2008
- Barbara vingt ans d'amour, 2008
- Les nuits d'une demoiselle, 2011
- Rue de la belle écume, 2013
- Barbara par Roland Romanelli, 2013
- Barbara et l'homme en habit rouge au Théâtre Rive Gauche, 2016

### Publication
- Barbara vingt ans d'amour, en collaboration avec Christian Mars, Éditions de L'Archipel, juin 2010